# Roland Melis
Roland Melis (13 november 1974) is een Nederlands triatleet.
Melis deed in 2000 namens de Nederlandse Antillen mee aan de eerste triatlon op de Olympische Zomerspelen van Sydney. Daar behaalde hij een 45e plaats met een tijd van 1:56.11,95.
Melis is geboren in Nederland en heeft de Nederlandse nationaliteit. Hij is militair van beroep en omdat hij in die hoedanigheid op de Nederlandse-Antillen gelegerd was, kon hij namens dat land aan de Olympische Spelen deelnemen.

## Belangrijkste prestaties

### triatlon
- 1991:  NK junioren
- 1992:  EK junioren in Stein
- 1992:  NK junioren
- 1997: 6e Triatlon van Holten
- 1998: 10e Powerman in Venray
- 1999:  Centraal-Amerikaans en Caribisch kampioenschap op Aruba
- 1999: 15e Pan-Amerikaanse Spelen in Winnipeg - 1:52.18
- 1999: 55e WK olympische afstand in Montreal - 1:50.19
- 2000: 45e Olympische Spelen van Sydney -1:56.11,95
- 2000: 8e Zuid-Amerikaans kampioenschap in Mar del Plata
- 2000: 6e Centraal-Amerikaans en Caribisch kampioenschap in Isla Margarita
- 2000: 11e ITU wereldbekerwedstrijd in Chili
- 2000: 29e ITU wereldbekerwedstrijd in Lausanne
- 2000: 27e ITU wereldbekerwedstrijd in Hawaï
- 2012:  ENNIA Curaçao International Triathlon (olympische afstand) 2:09:25

### duatlon
- 1997: 4e duatlon van Alphen aan den Rijn